# Echinaria
Echinaria Desf. é um género botânico pertencente à família Poaceae, subfamília Pooideae, tribo Poeae.
Suas espécies ocorrem na Europa, África e regiões temperadas da Ásia.

## Espécies
- Echinaria capitata (L.) Desf.
- Echinaria pumila Willk.
- Echinaria spicata Debeaux
- Echinaria todaroana (Ces.) Ciferri & Giacom.